# Geetbets
Geetbets és un municipi belga de la província de Brabant Flamenc a la regió de Flandes. Està compost per Geetbets, i els dos antics municipis Grazen i Rummen que l'1 de gener de 1977 es van fusionar.